# Seregno Foot-Ball Club 1977-1978
Questa voce raccoglie le informazioni riguardanti il Seregno Foot-Ball Club nelle competizioni ufficiali della stagione 1977-1978.

## Rosa
| N. |                   | Ruolo | Calciatore          |
| -- | ----------------- | ----- | ------------------- |
|    | Italia (bandiera) | C     | Walter Allievi      |
|    | Italia (bandiera) | D     | Salvatore Aloise    |
|    | Italia (bandiera) | A     | Arturo Ballabio     |
|    | Italia (bandiera) | C     | Walter Bonati       |
|    | Italia (bandiera) | D     | Germano Bosisio     |
|    | Italia (bandiera) |       | Busca               |
|    | Italia (bandiera) | C     | Giorgio Campagna    |
|    | Italia (bandiera) | A     | Virginio Canzi      |
|    | Italia (bandiera) | D     | Lorenzo Casari      |
|    | Italia (bandiera) | C     | Moreno Cova         |
|    | Italia (bandiera) | D     | Enrico Crippa       |
|    | Italia (bandiera) | P     | Alberto Dal Molin   |
|    | Italia (bandiera) | C     | Vittore Erba        |
|    | Italia (bandiera) | D     | Alvaro Facoetti     |
|    | Italia (bandiera) | D     | Giovanni Galimberti |
|    | Italia (bandiera) | D     | Roberto Giussani    |
|    | Italia (bandiera) |       | Ingrassia           |

| N. |                   | Ruolo | Calciatore         |
| -- | ----------------- | ----- | ------------------ |
|    | Italia (bandiera) | D     | Enrico Magliofiore |
|    | Italia (bandiera) |       | Maldera            |
|    | Italia (bandiera) | A     | Roberto Mandressi  |
|    | Italia (bandiera) | P     | Danilo Pozzi       |
|    | Italia (bandiera) | A     | Alberto Ravazzini  |
|    | Italia (bandiera) | C     | Reno Saibene       |
|    | Italia (bandiera) | P     | Marco Sedini       |
|    | Italia (bandiera) | C     | Bruno Sesani       |
|    | Italia (bandiera) | D     | Davide Seveso      |
|    | Italia (bandiera) | A     | Luigi Teruzzi      |
|    | Italia (bandiera) | D     | Emilio Trabalza    |
|    | Italia (bandiera) | D     | Luca Urbani        |
|    | Italia (bandiera) | D     | Rodolfo Ventura    |
|    | Italia (bandiera) | C     | Ennio Vianello     |
|    | Italia (bandiera) |       | Viganò             |
|    | Italia (bandiera) | D     | Mauro Zamuner      |